# Sundance Kid

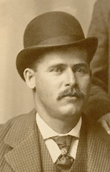
Harry Longabaugh a.k.a. de Sundance Kid

Harry Alonzo Longabaugh (Mont Clare, 1867 – Atocha, 7 november 1908), beter gekend als de Sundance Kid, was een beruchte Amerikaanse treinrover, bankrover en lid van Butch Cassidy's Wild Bunch.
Longabaugh eerste diefstal vond plaats in 1887 op een ranch in Sundance. Hij werd gevat en veroordeeld tot 18 maanden gevangenis tijdens welke periode hij zijn bijnaam aannam. Longabaugh leerde Butch Cassidy (wiens echte naam Robert Leroy Parker was) vermoedelijk kennen nadat Cassidy was ontslagen uit de gevangenis rond 1896. De "Wild Bunch" startte toen de langst gekende opeenvolging van succesvolle trein- en bankovervallen in de Amerikaanse geschiedenis. Longabaugh ontvluchtte met Parker en zijn partner Etta Place de Verenigde Staten in een poging te ontkomen aan de klopjacht georganiseerd door het Pinkerton National Detective Agency. Het trio vluchtte eerst naar Argentinië en vervolgens naar Bolivië waar Butch Cassidy en de Sundance Kid omkwamen in een vuurgevecht op 7 november 1908.